# NGC 544
NGC 544 is een elliptisch sterrenstelsel in het sterrenbeeld Beeldhouwer. Het hemelobject ligt 250 miljoen lichtjaar (76,7 × 106 parsec) van de Aarde verwijderd en werd op 23 oktober 1835 ontdekt door de Britse astronoom John Herschel.

## Synoniemen
- GC 320
- 2MASX J01251204-3805404
- ESO 296-24
- h 2411
- MCG -06-04-028
- PGC 5253
- SGC 012257-3821.2
- AM 0122-381